# Pseudathyma falcata
Pseudathyma falcata är en fjärilsart som beskrevs av Jackson 1969. Pseudathyma falcata ingår i släktet Pseudathyma och familjen praktfjärilar. Inga underarter finns listade i Catalogue of Life.